# Сюй Дишань
Сюй Диша́нь (кит. трад. 許地山, упр. 许地山, пиньинь Xǔ Dìshān, 3 февраля 1893 — 4 августа 1941), детское имя Цзаньку́нь (贊堃), также известен под литературным псевдонимом Ло Хуашэ́н (落華生) — китайский писатель и учёный XX века.

## Биография
Родился в 1893 году в провинции Тайвань Цинской империи, незадолго до аннексии Тайваня Японией.

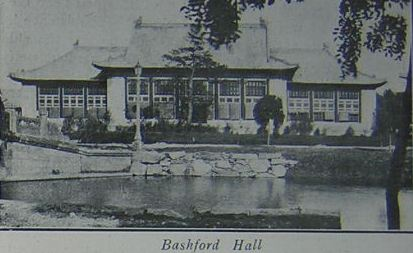
Яньцзинский университет. Пекин

В 1922 году окончил Яньцзинский университет, в 1922—1927 годы учился в Колумбийском университете в США, затем в Оксфордском университете в Великобритании. Изучал сравнительное религиоведение, получил степень магистра гуманитарных наук. В период учёбы в Оксфордском университете изучал французский, немецкий, греческий, латинский языки.
В 1922 году издал первый сборник аллегорических рассказов «Чудесный дождь в пустынных горах», в 1925 году — сборник «Трудолюбивый паук». Рассказы Сюй Дишаня «Предназначенные судьбой», «Чудесный светильник», «Жена лавочника», «Старый тополь расцвёл вновь» проникнуты романтическими чувствами, порой окрашены религиозные тона. Сюй Дишань был известен как исследователь буддизма и даосизма. Автор книг «История даосизма» (т. 1, 1934), «История индийской литературы».
В своих произведениях писатель стремился изображать мир близко к объективной реальности («Чуньтао» (1934), «Жабры железной рыбы» и др.) В 1932 году вышла в свет повесть Сюй Дишаня «Господин Дуне» о сложном пути либеральной интеллигенции в революцию. В этих произведениях проявились нетерпимое отношение молодого писателя к серости жизни, сочувственное отношение к судьбам своих героев.
Был одним основателей китайского Общества изучения литературы (1921—1932).
Сю Дишань преподавал в Пекинском университете и Университете Цинхуа.
В период Второй войны с Японией был одним из основателей Национальной ассоциации сопротивления деятелей литературы и искусства, целью которой была борьба с японскими захватчиками.
Скончался 4 августа 1941 года в Гонконге от сердечного приступа.